# Point Blank (Teksas)
Point Blank – miasto w Stanach Zjednoczonych, w stanie Teksas, w hrabstwie San Jacinto.